# Konståret 1949

## Händelser

### Juli
- 7 juli - Den svenska textilkonstnären Astrid Sampe utnämns till konstindustriell hedersledamot av Royal Society of Arts i London.

### Okänt datum
- Høstudstillingen upphör med sin utställningsverksamhet.
- Konstgillets målarskola grundas i Borås.
- Georgij Fetcó startar sin konstskola Fetcós Skola för Bildande Konst.
- Åke Pernby blir ensam ägare till Otte Skölds målarskola och driver den vidare under namnet Pernbys målarskola.

## Priser och utmärkelser
- Prins Eugen-medaljen tilldelas Fritiof Schüldt, målare, Bror Hjorth, skulptör, och Wilhelm Kåge, glaskonstnär.

## Verk
- Barnett Newman – Abraham

## Födda
- 11 februari - Jan Stenmark, svensk serietecknare och illustratör.
- 17 mars - Alexandra Exter, fransk-rysk konstnär och formgivare
- 9 april - Tony Cragg, brittisk skulptör verksam i Tyskland.
- 19 april - Paloma Picasso, fransk-spansk designer och affärskvinna.
- 13 maj - Eva Eriksson, svensk konstnär, illustratör och författare.
- 15 maj - Miroslav Župančić, kroatisk skulptör.
- 27 maj - Harald Nordberg, norsk illustratör och författare.
- 26 juni - Sissel Gjersum, norsk och designer.
- 3 augusti - PO Netterblad, svensk konstnär.
- 22 augusti - Andrzej Ploski, polskfödd svensk konstnär.
- 20 november - Ulf Lundell, svensk rockmusiker, författare, bildkonstnär och poet.
- 2 december - Ulf Frödin, svensk tecknare och illustratör.
- 10 december - Arnold Bunge, svensk konstnär.
- okänt datum - David Elliott, brittisk konsthistoriker, museiman och tidigare chef för Moderna Museet i Stockholm

## Avlidna
- 10 januari - Othon Friesz (född 1879), fransk konstnär
- 7 september - José Clemente Orozco (född 1883), mexikansk konstnär.
- 4 oktober - Arvid Fougstedt
- 6 november - Ellen Trotzig (född 1878), svensk konstnär.